# Сафонов Борис Феоктистович
Сафо́нов Бори́с Феокти́стович (нар. 26 серпня 1915 — пом. 30 травня 1942) — один з найрезультативніших радянських льотчиків-винищувачів початкового періоду німецько-радянської війни. Двічі Герой Радянського Союзу (1941, 1942), підполковник авіації (1942).

## Біографія
Народився 26 серпня 1915 року в селі Синявіно (тепер Плавський район Тульської області) в селянській родині. Росіянин.
Закінчив неповну середню школу та школу ФЗУ в місті Тула. Навчався в Тульському аероклубі.
У 1933 році призваний до лав РСЧА. У 1934 році закінчив Качинську 1-у військову авіаційну школу льотчиків. Проходив військову службу в Білоруськову військовому окрузі пілотом, інструктором парашутно-десантної служби, помічником воєнкома ескадрильї з комсомолу.
У 1940 році переведений командиром авіаційної ланки 15-го винищувального авіаційного полку ВПС Північного флоту.
Учасник німецько-радянської війни з червня 1941 року. У червні 1941 року старший лейтенант Б. Сафонов — командир ескадрильї 72-го змішаного авіаційного полку Північного флоту; з жовтня 1941 року — в 78-му винищувальному авіаційному полку Північного флоту; з 20 березня 1942 року — командир 2-го гвардійського винищувального авіаційного полку Північного флоту.
Всього здійснив 233 бойових вильоти, у повітряних боях збив особисто 20 та в складі групи 5 літаків ворога. Воював на британському винищувачі Hawker Hurricane Mk.IIB (в СРСР відомий як «Харрікейн»), який поставлявся по ленд-лізу західними союзниками антигітлерівської коаліції.
Загинув у повітряному бою 30 травня 1942 року. Російський історик Костянтин Залеський припускає, що Сафонова міг збити оберфельдфебель Рудольф Мюллер.

## Нагороди
Указом Президії Верховної Ради СРСР від 16 вересня 1941 року за мужність і героїзм, виявлені в боях з німецько-фашистськими загарбниками
капітан Сафонов Борис Феоктистович удостоєний звання Героя Радянського Союзу з врученням ордена Леніна і медалі «Золота Зірка».
Указом Президії Верховної Ради СРСР від 14 червня 1942 року гвардії підполковник Сафонов Борис Феоктистович посмертно нагороджений другою медаллю «Золота Зірка».
Нагороджений орденом Леніна й трьома орденами Червоного Прапора.

## Пам'ять
Ім'ям Б. Ф. Сафонова названо СМТ Сафоново в Мурманській області.
Погруддя Героя встановлено в містах Плавськ, Североморськ, Мурманськ.